# 덕일전자공업고등학교
덕일전자공업고등학교(德一電子工業高等學校)는 대한민국 서울특별시 구로구 오류동에 있는 사립 고등학교이다.

## 학교 연혁
- 1954년 7월 29일 : 재단법인 보건 학원 설립
- 1955년 2월 25일 : 서울고등기술학교 1년제 설립(용산구 남영동)
- 1976년 8월 9일 : 김호기 이사장 취임
- 1979년 4월 29일 : 서울시 구로구 오류동 학교 이전, 공업계 3년제로 개편
- 1982년 10월 28일 : 학교법인 정문학원으로 조직 변경
- 1994년 10월 6일 : 덕일전자공업고등학교로 개편인가(총 18학급)
- 2013년 7월 26일 : 전자분야 산업분야특성화고 선정
- 2022년 3월 1일 : 윤정한 교장 취임
- 2023년 2월 10일 : 제26회 졸업식(60명, 전체 3,795명)
- 2023년 3월 2일 : 제29회 입학식

## 설치 학과
- 전자과
- 로봇드론과

## 참고 자료
- 덕일전자공업고등학교 - 한국교육학술정보원 학교알리미